# Хотинський мирний договір
Хоти́нський ми́рний до́говір — укладений між Річчю Посполитою і Османською імперією (без участі козаків) після завершення Хотинської битви 1621 року.

## Передумови

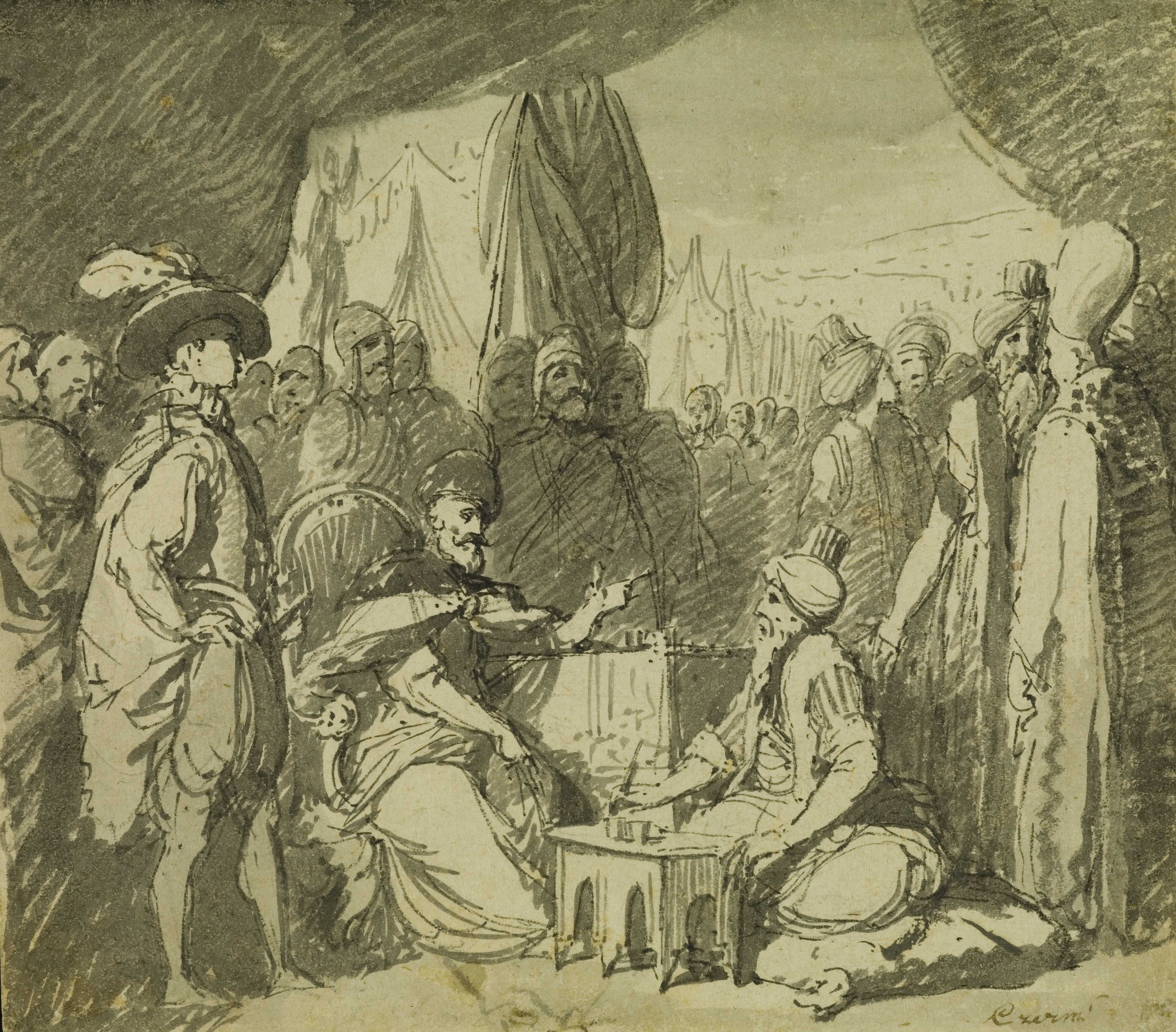
Підписання Хотинського мирного договору. Картина Франциска Смуглевича

Цим договором покладено кінець польсько-турецькій війні 1620–1621 років (у якій брали участь й українські козаки) та встановлено кордон між Річчю Посполитою і Османською імперією на Дністрі.
Переважна більшість як українських, так і польських істориків вважає, що договір уклали 9 жовтня 1621 року в таборі під Хотином. Тільки польський тюрколог Даріуш Колодзєйчик запропонував розглядати процес укладення миру тяглим аж до 1624 року — до ратифікації миру королем Польщі. Таким чином мирне врегулювання, яке тривало півтора року, включає тимчасову угоду про перемир'я, укладену в таборі під Хотином, два султанських декрети від 12–21 лютого та 10 жовтня 1623 року, а також ратифікацію миру королем Польщі від 1 квітня 1624 року.

## Перемовини
У щоденнику Яна Собеського зазначено, що підготовка до перемовин розпочалася ще в середині вересня. До табору з'єднаних польсько-литовсько-козацьких військ прибув гінець із листом від Великого візира Хусейна-паші і цей лист був відповіддю на послання гетьмана Ходкевича (зміст цього послання невідомий). Цей факт, на думку фахівчині з ранньомодерної дипломатії Тетяни Григор'євої, свідчить про те, що мирні перемовини були ініційовані не Османами, а саме з'єднаним військом. Про доволі сильну позицію Османів на перемовинах також свідчить їхня вимога до Речі Посполитої платити харач і факт проведення всіх переговорів не на нейстральній території, а у таборі Османського війська.
Чотири головні пункти перемовин:
- Питання належності та долі декількосх прикордонних замків.  Воно не викликало труднощів, адже сторони вирішили призначити демаркаційну комісію, яка і мусила роз'язати всі суперечки.
- Вимога Великого визира покарати козаків за напади на території Османської імперії. Цей пункт традиційно уперся у глухий кут, адже поляки апелювали тим, що козаки лише відповідають на напади кримських татар.
- Воєнна кампанія великого коронного гетьмана Станіслава Жолкевського на Молдавію 1620 року. Теж закінчився безрезультатно.
- Вимога до Речі Посполитої сплачувати харач Османській імперії. Попри успішно відбиті атаки на полі бою, польсько-литовська делегація не змогла повністю відкинути пункт про сплату податку. Зрештою було домовлено сплатити його раз, але не включати пункт про харач до основного тексту угоди[3].

## Фінальні домовленості
Османська імперія і Кримське ханство зобов'язалися не нападати на Україну й Річ Посполиту, а Річ Посполита віддавала Османській імперії чи її васалові Молдовському князівству Хотин і зобов'язалася припинити походи запорізьких козаків на Кримське ханство і Османську імперію.
Українське козацтво було покривджене цим договором і в подальшому готувало свої повстання проти Речі Посполитої.
Після укладення миру війська розташувались одне навпроти одного на полі бою (коронне — у формі орла з розпростертими крильми на чолі з Владиславом Вазою, вчорашні вороги — у формі півмісяця на чолі з султаном Османом ІІ) і стояли так близько години. Після цього султан подарував королевичу величезного слона та чудово вбраного коня, королевич — разом з прибраним конем 2 гармати відмінної роботи. Самійло Величко стверджував, що вояки обидвох сторін на прощання схилили одні перед одними голови.